# José Octavio Ruiz Arenas

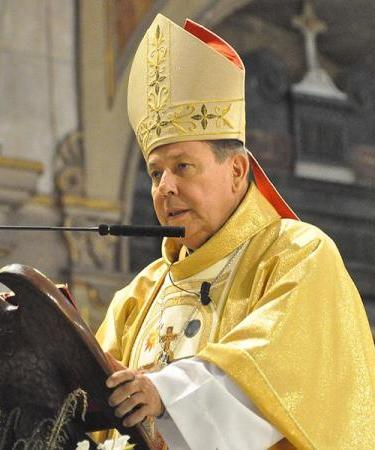
José Octavio Ruiz Arenas, 2017

José Octavio Ruiz Arenas (* 21. Dezember 1944 in Bogotá) ist ein kolumbianischer Geistlicher, emeritierter Erzbischof von Villavicencio und emeritierter Kurienerzbischof.

## Leben
José Octavio Ruiz Arenas wurde als Sohn von Octavio Ruiz und Mercedes Arenas in Bogotá geboren und hat acht Geschwister. Der Verlust seiner Mutter, die verstarb, als er sechs Jahre alt war, hat ihn nach eigener Aussage lebenslang geprägt. Als Heranwachsender trat er in das Knabenseminar der Erzdiözese Bogotá ein und setzte seine Ausbildung am örtlichen Priesterseminar fort. Der Erzbischof von Bogotá, Aníbal Muñoz Duque, weihte ihn am 29. November 1969 zum Priester. Seine Zeit als Kaplan verbrachte er in Soacha. Ab 1973 wirkte er als Dozent am Erzbischöflichen Knabenseminar in Bogotá. Gleichzeitig war er 1974 bis 1975 stellvertretender Pfarrer der Stadtpfarre Egipto in Bogotá und wurde 1976 Ökonom der Pfarrei Nuestra Señora de Las Aguas. Von 1977 bis 1979 studierte er an der Päpstlichen Universität Gregoriana in Rom, wo er das Lizenziat und das Doktorat in dogmatischer Theologie erlangte. 1980 wurde er zum Leiter des Knabenseminars in Bogotá ernannt und wechselte 1981 als Dozent an das Priesterseminar der Erzdiözese, wo er bis 1984 lehrte. Anschließend kehrte er nach Rom zurück und war von 1985 bis 1996 Mitarbeiter der Kongregation für die Glaubenslehre unter Joseph Ratzinger, dem späteren Papst Benedikt XVI.
Papst Johannes Paul II. ernannte ihn am 8. März 1996 zum Weihbischof in Bogotá und erhob ihn zugleich zum Titularbischof von Troyna. Der Erzbischof von Bogotá, Pedro Rubiano Sáenz, spendete ihm am 13. April desselben Jahres die Bischofsweihe; Mitkonsekratoren waren Paolo Romeo, Apostolischer Nuntius in Kolumbien, und Tarcisio Bertone, der damalige Sekretär der Glaubenskongregation. Ruiz Arenas wurde 1999 Vorsitzender der Erzbischöflichen Glaubenskommission und war Beauftragter der kolumbianischen Bischofskonferenz für Ökumene und interreligiösen Dialog.
Am 16. Juli 2002 wurde er zum  Bischof von Villavicencio ernannt. Mit der Erhebung des Bistums zum Erzbistum am 3. Juli 2004 wurde er Erzbischof von Villavicencio.
Papst Benedikt XVI. ernannte ihn am 31. Mai 2007 als Nachfolger des plötzlich verstorbenen mexikanischen Erzbischofs Luis Robles Díaz zum Vizepräsidenten der Päpstlichen Kommission für Lateinamerika. Ruiz Arenas war damit der zweite selbst aus Lateinamerika stammende Geistliche, der als Mitarbeiter des damaligen Präsidenten der Kommission Giovanni Kardinal Re für die Koordination der vatikanischen Lateinamerikaaktivitäten zuständig wurde. Gleichzeitig wurde er zum Mitglied der Kongregation für die Bischöfe berufen, der die Lateinamerikakommission untersteht.
Als Erzbischof in Villavicencio galt Octavio Ruiz Arenas als das Mitglied des kolumbianischen Episkopats, das Papst Benedikt XVI. persönlich und theologisch am nächsten steht. Er war nach Darío Castrillón Hoyos und Alfonso López Trujillo der dritte Kolumbianer, der ein leitendes Amt an der römischen Kurie erhielt. Am 13. Mai 2011 wechselte er zum Päpstlichen Rat zur Förderung der Neuevangelisierung und wurde zu dessen Sekretär ernannt. Am 5. März 2012 ernannte ihn Papst Benedikt XVI. auch zum Mitglied der übergeordneten Kongregation für die Evangelisierung der Völker. Die Mitgliedschaften wurden nach Amtsantritt von Papst Franziskus 2013 bestätigt bzw. weitergeführt.
Anfang 2015 wurde in den Medien spekuliert, Ruiz Arenas könnte durch den entlassenen deutschen Bischof Franz-Peter Tebartz-van Elst ersetzt werden, was sich nicht bestätigte. Tebartz war ihm vielmehr im Dezember 2014 als Experte für Katechese unterstellt worden und arbeitet ihm seither zu. Octavio Ruiz Arenas gilt inzwischen auch als Vertrauter von Papst Franziskus. Im September 2019 reiste er auf dem Höhepunkt der schweren Wirtschaftskrise im Heimatland des Papstes nach Argentinien zum Patronatsfest der wundertätigen Bilder von Salta und hielt in der Kathedrale von Salta die Festpredigt vor dem argentinischen Staatspräsidenten Mauricio Macri und dem Erzbischof von Salta, Mario Antonio Cargnello, wobei er die Argentinier angesichts der herrschenden Ängste, Zweifel und Unsicherheiten zu Zuversicht und Solidarität aufrief und den Verzicht auf Gewalt anmahnte.
Im Juni 2020 stellte Octavio Ruiz das in seinem Dikasterium erarbeitete neue Katechetische Direktorium vor, das das zuletzt 1997 von Papst Johannes Paul II. erlassene Katechetische Generaldirektorium ersetzt und viele Anstöße der Enzyklika Evangelii gaudium (2013) aufnimmt. Die Zuständigkeit für Katechese war dem Rat für Neuevangelisierung unmittelbar vor der Abdankung Papst Benedikts noch im Januar 2013 von der Kleruskongregation übertragen worden. Schwerpunkte der Neuausrichtung sind die Auswirkungen der Globalisierung, das Thema Migration und Glaubensvermittlung durch Neue Medien und die Verhütung von katechetischen Missbräuchen aller Art im Kontext der Fälle von sexuellem Missbrauch in der römisch-katholischen Kirche.
Am 2. September 2020 wurde er aus dem Amt als Sekretär des Päpstlichen Rates zur Förderung der Neuevangelisierung verabschiedet, nach dem der Papst sein aus Altersgründen vorgebrachtes Rücktrittsangebot angenommen hatte.